# キン肉マンII世
『キン肉マンII世』（キンにくマンにせい）は、ゆでたまごによる日本の漫画作品。およびそれを原作としたアニメ作品であり、作中に登場する主人公の呼称でもある。

## 概要

### 作品概要
本作品は、『週刊少年ジャンプ』（集英社）で1979年より1987年まで連載されていた漫画『キン肉マン』の続編。前作の主人公・キン肉マン（キン肉スグル）の息子・キン肉万太郎を主役として、テリーマンやロビンマスクの息子たちを含む新世代超人（ニュージェネレーション）が活躍する物語である。

### 連載の始まり
『週刊プレイボーイ』（集英社）1997年34・35合併号に掲載された、『キン肉マン』のその後を描く32ページの読切作品『キン肉マンII世 伝説の序章〜1〜「血を受け継ぐ男・万太郎!」』が本作品の始まりである。その後、1997年42号、43号、翌1998年1・2合併号、7号と計5回にわたり「伝説の序章」シリーズが描かれ、1998年19・20合併号より正式に連載となりスタートする。なお、「伝説の序章」シリーズは「ヘラクレス・ファクトリー〜伝説の序章〜編」として、第1部の単行本に収録されている。また当初は、万太郎以外全てを既存の超人と関係ないキャラクターにすることも考えられていた。

### 構成
『キン肉マンII世』は第1部と第2部に分かれており、1998年19・20合併号から2004年29号まで連載された第1部は『キン肉マンII世 second generations』（キンにくマンにせい セカンドジェネレーションズ）、2004年48号よりWeb掲載への移行を挟み2011年10月3日掲載分まで連載された第2部は『キン肉マンII世 究極の超人タッグ編』（キンにくマンにせい きゅうきょくのちょうじんタッグへん）と、それぞれサブタイトルが付けられている。
第1部は2004年29号で一旦終了するが、その後「特別編 〜倫敦の若大将!〜」（同年30号より47号まで掲載、第1部最終巻に収録）をはさみ、同年48号より第2部『キン肉マンII世 究極の超人タッグ編』が開始され、2011年19・20合併号まで『週刊プレイボーイ』誌上で連載された。
また、2001年7月号から2007年5月号まで、集英社の月刊雑誌『Vジャンプ』で別ストーリー『キン肉マンII世〜オール超人大進撃〜』が連載されたほか、『漫'sプレイボーイ』などの集英社の雑誌において、読切として「テリー・ザ・キッドの夜明け」などの『II世』の番外編がいくつか描かれている。

### 移籍
2011年4月11日発売の『週刊プレイボーイ』17号において、『キン肉マンII世』も含めた『週刊プレイボーイ』誌連載の漫画作品（『たいようのマキバオー』など）を、5月9日を以って集英社のウェブサイトに移籍し、そこで連載を続行させる旨が発表され、同年5月9日付け（第590回）で『週プレNEWS』に移籍した。毎週更新で、閲覧は無料（要プラグイン）。2011年10月3日配信の610話を以って『キン肉マンII世 究極の超人タッグ編』は完結。同時に『II世』シリーズは完結となった。その後、10月10日と10月17日の2回にわたって『キン肉マン』アメリカ遠征編でのキン肉スグルとテリーマンのザ・マシンガンズ結成秘話を描いた新作「空白の三日間」を配信。11月28日より『キン肉マン』の新シリーズがスタートした。
また『キン肉マン』新シリーズ連載決定前は『ネオ王位争奪編』が候補に上がっていた。

### メディアミックス
『キン肉マンII世』はアニメを始めとしたメディアミックスがなされており、アニメ化は2002年1月にテレビ東京にて放送されたのが最初である。後に2004年と2006年にも続編があり、計3度アニメ化された。ストーリーは第1部の「ヘラクレス・ファクトリー編」から「超人オリンピック（アニメでは超人ワールドグランプリ）編」まで放送された。このほか、小説やゲームソフトなども発売されている（アニメや小説、ゲームについては後述の節参照）。

## あらすじ

### 第一部
ヘラクレス・ファクトリー〜伝説の序章〜編
初代キン肉マンことキン肉スグルが王位に就いてから28年の月日が流れた。これまで大きな戦いもなく平和な日々が続いていた地球を、突如として悪行超人たちが襲ってきた。ロビンマスクら伝説超人（レジェンド）はこれを阻止すべく立ち上がったが、すっかり年を取っていたため若い悪行超人には対抗することはできなかった。そこで悪行超人に対抗し得る若き正義超人を育成するため、アンドロメダ星雲のレッスル星にあるヘラクレス・ファクトリーを再開することにした。スグルの息子であるキン肉万太郎をはじめ、テリーマンの息子テリー・ザ・キッドなど、伝説超人の息子たちも続々と送り込まれる。

d.M.p編
万太郎たちは厳しい訓練に耐え、無事にヘラクレス・ファクトリーを卒業する。日本駐屯超人として地球に向かい、かつて父スグルに仕えていたミートと出会い、d.M.p（デーモン・メイキング・プラント）の悪行超人との正・悪超人レスリングに臨む。しかしそこには伝説超人ロビンマスクの息子ケビンマスクの姿があった。

ヘラクレス・ファクトリー 一期生・二期生入れ替え戦編
d.M.pが壊滅してからというもの、任務を忘れて自堕落な生活をしている万太郎たちに委員長は激怒。日本駐屯超人の座を賭けて、成績上位のジェイド、スカーフェイスらヘラクレス・ファクトリー二期生（ジェネレーション-EX）と万太郎、キッド、ガゼルマン、セイウチン（team-AHO）との前代未聞の正義超人同士の抗争が始まる。

火事場のクソ力修練（チャレンジ）編（ノーリスペクト編）
薄氷でのギリギリ勝利続きでもはや全身ボロボロの万太郎に真の火事場のクソ力（通称K.K.D）を身に付けさせるため、万太郎の伯父であるキン肉アタルは牢獄に収監されていた凶悪犯罪超人であるフォーク・ザ・ジャイアント、ハンゾウ、ボーン・コールドらノーリスペクトを地球に解き放った。

復活超人オリンピック ザ・レザレクション（アニメでは超人ワールドグランプリ）編
没落していた宇宙超人委員会を再び栄耀栄華を誇っていた頃に戻す改革として、新たに超人委員会委員長に就任したイケメン・マッスルは超人オリンピックを復活させることを発表。国内予選を勝ち抜くために仲間たちは皆、故郷へと戻っていった。万太郎も何とか日本代表の座を手に入れ、本戦に出場することになった。

悪魔の種子編
超人オリンピック終了後、万太郎は人々の前から姿を消してしまい、そんな中で世界各地で覚醒した悪魔超人「悪魔の種子」が動き始める。
恐怖の将の復活のため、ミートの肉体は6つのパーツに分かれてしまう。ミートのボディを取り戻すため万太郎やアイドル超人たちが悪魔の種子（デーモンシード）と戦う。

### 第二部
究極の超人タッグ編
悪魔の種子との戦いに勝利した新世代超人たちの前に、突如時間超人と名乗る謎の超人が現れた。彼らは、キン肉マンら伝説超人の抹殺を目的に、34年前の過去（1983年）へとタイムワープをした。その後、ケビンマスクの体が消滅し始める。ケビンの父であるロビンマスクが過去で時間超人によって殺害されたことを悟った新世代超人たちはタイムシップを造り、時間超人を追って宇宙超人タッグ・トーナメント終了直後の時代へと向かった。その時代で伝説超人殲滅とコンプリート球根（バルブ）を狙う時間超人たちや、現役の伝説超人たちと新旧入り乱れてのタッグトーナメントで闘うことになる。

### 番外編
特別編 キン肉マンVSテリーマン
キン肉星王位争奪サバイバル・マッチ直後に密かに行われた幻の対決、キン肉マンとテリーマンの非公式試合を描く。第1部の9巻と文庫本7巻、『キン肉マン』37巻に収録。
特別編 〜倫敦の若大将!〜
ケビンマスクの父であるロビンマスクが超人レスラーとしてデビューし、超人オリンピックイギリス代表に選ばれるまでのストーリー。第1部の29巻と文庫本21巻に収録。
キン肉マンII世スピンオフ テリー・ザ・キッドの夜明け
2009年の『週刊プレイボーイ』増刊号『漫'sプレイボーイ』に前後編として掲載。幼少時代のテリー・ザ・キッドの話。超人学校のレスリング部の主将であるキッドはある日、転校してきた謎の超人柔術を操る少年に負けてしまい、それを見た友人たちが次々と少年の作る柔術部に入ってしまう。その少年の正体は、ザ・魔雲天の息子・暴留渓（ボルケーノ）であった。親子2代の因縁の戦いに、キッドは挑む。単行本には未掲載。

## 登場人物
『キン肉マンII世の登場人物』を参照。
前作『キン肉マン』から引き続き登場している人物に関しては、『キン肉マンの登場人物』も合わせて参照のこと。

## 用語
ヘラクレス・ファクトリー（H・F）
正式名称は「正義超人養成大学校」または「正義超人格闘術大学校」。アンドロメダ星雲レッスル星にある、超人レスラー養成学校。
14歳以上になる正義超人はみな、ヘラクレス・ファクトリーへの入学が義務付けられている。そこで超人レスラーとしての訓練を4年間受けることになり、訓練を終えた成績優秀者が地球へと派遣される栄誉が与えられる。
キン肉マンが王位に就いてからの28年間は、世の中が平和だったため休校されていたが、地球への悪行超人の襲来を受け復活。その際は義務ではなく入学希望者を集い、書類審査の上で入学者を選んでいた。
ジェネラル・パラスト
一万年前、悪魔超人が地球の征服に成功した時に、正義超人を奴隷に使い建造した闘技場。
正義超人が地球を奪還した時に破壊されたが、地中深く封印されることになった。
宇宙超人大全
ミートの先祖シュラスコ族が設立した「アレキサンドリア超人図書館」に保管されている、数十億年にも渡る超人界の歴史が全て書かれている書物。歴史の変化によって、そのページが変更・消滅することもある。
完全無比の球根（コンプリート・バルブ）
トロフィー球根とも呼ばれる。宇宙超人タッグの優勝トロフィーの底に付いている球根。それを口にした者は、全ての超人を超越した存在「完全無比（コンプリート）超人」となり、死者を蘇らせる効果もある。
なお、正史にも存在していたが、キン肉マンがトロフィーに付着していた汚れと一緒に洗い流してしまったため、語られることはなかった。
間隙の救世主
キン肉マンたちが活躍した時代と、キン肉万太郎が活躍している時代の間は正義超人が不在の時であり、その隙を狙って悪行超人が侵略をするが、“間隙の救世主”とされる人物によって阻止された。救世主と呼ばれた無名の超人は、過去と現在を繋げ平和な未来を目指し、共に戦い苦しみを分かつ仲間もいない孤独の戦いの果てに勝利するも、力尽き孤独の中で倒れ、死を迎える。

### 超人の種類

#### 新世代超人
新世代超人（ニュージェネレーション）は、主に『キン肉マンII世』の時代に活躍する若い超人たち。以下の2種類に分類できる。
新世代正義超人
キン肉万太郎、ケビンマスクなど、今後21世紀（第二次正義超人黄金時代）に活躍する正義超人。

新世代悪行超人
ヒカルド、ボーン・コールドなど、新世代正義超人と対を成す、新世代の悪行超人。

#### 悪行超人
悪行超人（あくぎょうちょうじん）は地球侵略や、人類支配を目論む悪の精神を持つ超人たち。『キン肉マン』の時代では残虐超人・悪魔超人・完璧超人と分けられていたが、本作では新規読者に配慮して、ひと括りにして扱われる。
d.M.p（デーモン・メイキング・プラント、悪魔製造工場）
残虐超人・悪魔超人・完璧超人の生き残りが手を組んで結成した組織。本部は富士山に突き刺さっている。残虐超人と完璧超人が悪魔超人たちを粛清しようとした際の抵抗により壊滅した。劇中では基本的に「デーモンプラント」と略されて呼ばれている。
名前はプロレスラーのユニット『nWo』から取られている。

ノーリスペクト
キン肉星征服を企んだ3人の悪行超人。自分以外に敬意がないことからこう呼ばれた。名前はプロレス団体FMWのヒール集団「チーム・ノー・リスペクト」から取られている。

残虐超人軍団 / 最凶悪行超人軍
劇場版およびテレビアニメ終盤に登場したバロン・マクシミリアン率いる悪行超人。劇場版では「残虐超人軍団」、テレビアニメではザ・犀暴愚とプリプリマンを加え、「最凶悪行超人軍」として登場。

悪魔の種子（デーモンシード）
新世代悪魔超人とも。元々人間から迫害されていた超人が大魔王サタン（悪魔将軍）のジェネラル・ストーンの力で悪魔超人となった。ザ・コンステレーション、ボルトマン、再生アシュラマンなど。

時間超人
残虐超人の突然変異種で、頭に生える魔時角と呼ばれる角を折ることで、一生に一度だけタイムワープが可能。ライトニング、サンダーの「悪行・時間超人」と、時間超人の祖たるアヴェニール一族およびその一族の正義の教えを守ってきた者たちからなる「正義・時間超人」が存在したが、カオス・アヴェニール以外の正義・時間超人はライトニングとサンダーによって滅ぼされた。

#### 伝説超人
伝説超人（レジェンド）は、主に『キン肉マン』の時代に現役だった超人。一部を除きすでに一線を退いている。
伝説正義超人
キン肉マン、ロビンマスクらを筆頭とする、20世紀（第一次正義超人黄金期）に活躍した正義超人たち（一部、元悪行超人も含む）。

伝説悪行超人
主にサンシャイン、ネプチューン・キングなどd.M.p創立メンバーなど。

## 書誌情報

### 第1部（漫画）
プレイボーイコミックス
| 巻数 | サブタイトル                 | 初版発行日（発売日）       | ISBN          |
| ---- | ---------------------------- | -------------------------- | ------------- |
| 1    | 血を受け継ぐ男、万太郎!      | 1998年10月24日（10月19日） | 4-08-857366-8 |
| 2    | 万太郎、デビュー戦初勝利!    | 1998年11月24日（11月19日） | 4-08-857367-6 |
| 3    | テリー一族の精神を継げ!!     | 1999年2月24日（2月19日）   | 4-08-857368-4 |
| 4    | 正義超人協会の重大会見!      | 1999年4月24日（4月19日）   | 4-08-857369-2 |
| 5    | 血の香りのする正義超人!?     | 1999年6月23日（6月18日）   | 4-08-857370-6 |
| 6    | 友情パワーを万太郎へ!!       | 1999年9月22日（9月17日）   | 4-08-857371-4 |
| 7    | キン肉バスター、破れたり…!!  | 1999年12月18日（12月13日） | 4-08-857372-2 |
| 8    | マッスル・ミレニアム誕生!!   | 2000年3月22日（3月17日）   | 4-08-857373-0 |
| 9    | いざ、"火事場のクソ力修練"!! | 2000年6月24日（6月19日）   | 4-08-857374-9 |
| 10   | 見よ、伝説超人の生き様を!!   | 2000年8月23日（8月18日）   | 4-08-857375-7 |
| 11   | 万太郎フェイス、頂戴さる…!?  | 2000年11月22日（11月17日） | 4-08-857376-5 |
| 12   | ランタンの灯、燃ゆ!!         | 2001年1月24日（1月19日）   | 4-08-857377-3 |
| 13   | 超人オリンピック、再び!!     | 2001年3月24日（3月19日）   | 4-08-857378-1 |
| 14   | 選ばれし者たちの超技!!       | 2001年6月24日（6月19日）   | 4-08-857379-X |
| 15   | 友情カルビがやっぱり最高!!   | 2001年9月24日（9月19日）   | 4-08-857380-3 |
| 16   | オリンピックという名の戦争!! | 2001年12月15日（12月10日） | 4-08-857392-7 |
| 17   | 決戦直前、それぞれの想い!!   | 2002年3月24日（3月19日）   | 4-08-857393-5 |
| 18   | いざ、決戦の北都に集う!!     | 2002年6月24日（6月19日）   | 4-08-857394-3 |
| 19   | 信じる心、正義超人の証!!     | 2002年9月24日（9月19日）   | 4-08-857397-8 |
| 20   | 名誉と宿命を背負いし、決戦!! | 2002年12月16日（12月11日） | 4-08-857398-6 |
| 21   | 炎は尽きず、いまだ燃ゆる!!   | 2003年4月18日（4月18日）   | 4-08-857422-2 |
| 22   | 悪しき野望の種、まかれん!!   | 2003年7月23日（7月18日）   | 4-08-857424-9 |
| 23   | 正義に目覚めし不屈の力!!     | 2003年10月23日（10月17日） | 4-08-857426-5 |
| 24   | 勝利へ誘う友情パワー!!       | 2003年12月23日（12月18日） | 4-08-857429-X |
| 25   | 伝説の最強悪魔超人復活!!     | 2004年3月24日（3月19日）   | 4-08-857432-X |
| 26   | 最後の舞台へ正義超人軍見参!! | 2004年7月21日（7月16）     | 4-08-857434-6 |
| 27   | 死して未来へつなぐ正義魂!!   | 2005年2月23日（2月18日）   | 4-08-857436-2 |
| 28   | くらえ!51番目の新殺人技!!    | 2005年5月19日（5月19日）   | 4-08-857446-X |
| 29   | 再生のダイアモンドダスト!!   | 2005年8月19日（8月19日）   | 4-08-857450-8 |

集英社文庫
| 巻数 | 初版発行日     | ISBN              |
| ---- | -------------- | ----------------- |
| 1    | 2009年9月18日  | 978-4-08-619038-1 |
| 2    | 2009年9月18日  | 978-4-08-619039-8 |
| 3    | 2009年10月16日 | 978-4-08-619040-4 |
| 4    | 2009年10月16日 | 978-4-08-619041-1 |
| 5    | 2009年11月18日 | 978-4-08-619042-8 |
| 6    | 2009年11月18日 | 978-4-08-619043-5 |
| 7    | 2009年12月15日 | 978-4-08-619044-2 |
| 8    | 2010年1月19日  | 978-4-08-619045-9 |
| 9    | 2010年1月19日  | 978-4-08-619046-6 |
| 10   | 2010年2月18日  | 978-4-08-619093-0 |
| 11   | 2010年3月18日  | 978-4-08-619094-7 |
| 12   | 2010年4月16日  | 978-4-08-619095-4 |
| 13   | 2010年5月18日  | 978-4-08-619096-1 |
| 14   | 2010年6月18日  | 978-4-08-619097-8 |
| 15   | 2010年7月16日  | 978-4-08-619098-5 |
| 16   | 2010年8月18日  | 978-4-08-619099-2 |
| 17   | 2010年9月17日  | 978-4-08-619100-5 |
| 18   | 2010年10月15日 | 978-4-08-619101-2 |
| 19   | 2010年11月18日 | 978-4-08-619102-9 |
| 20   | 2010年12月15日 | 978-4-08-619103-6 |
| 21   | 2011年1月18日  | 978-4-08-619104-3 |

### 第2部（漫画）
週刊プレイボーイ・コミックス
| 巻数 | 初版発売日     | ISBN              |
| ---- | -------------- | ----------------- |
| 1    | 2005年11月18日 | 4-08-857452-4     |
| 2    | 2006年2月17日  | 4-08-857453-2     |
| 3    | 2006年4月19日  | 4-08-857457-5     |
| 4    | 2006年7月19日  | 4-08-857460-5     |
| 5    | 2006年9月19日  | 4-08-857461-3     |
| 6    | 2006年12月19日 | 4-08-857463-X     |
| 7    | 2007年3月19日  | 978-4-08-857465-3 |
| 8    | 2007年6月19日  | 978-4-08-857467-7 |
| 9    | 2007年9月19日  | 978-4-08-857471-4 |
| 10   | 2007年12月19日 | 978-4-08-857474-5 |
| 11   | 2008年3月19日  | 978-4-08-857477-6 |
| 12   | 2008年6月19日  | 978-4-08-857480-6 |
| 13   | 2008年6月19日  | 978-4-08-857481-3 |
| 14   | 2008年9月19日  | 978-4-08-857484-4 |
| 15   | 2008年12月19日 | 978-4-08-857487-5 |
| 16   | 2008年12月19日 | 978-4-08-857488-2 |
| 17   | 2009年3月19日  | 978-4-08-857491-2 |
| 18   | 2009年6月19日  | 978-4-08-857494-3 |
| 19   | 2009年9月18日  | 978-4-08-857496-7 |
| 20   | 2009年12月18日 | 978-4-08-857499-8 |
| 21   | 2010年3月19日  | 978-4-08-857502-5 |
| 22   | 2010年6月18日  | 978-4-08-857505-6 |
| 23   | 2010年9月17日  | 978-4-08-857508-7 |
| 24   | 2010年12月17日 | 978-4-08-857511-7 |
| 25   | 2011年3月19日  | 978-4-08-857514-8 |
| 26   | 2011年6月17日  | 978-4-08-857517-9 |
| 27   | 2011年9月16日  | 978-4-08-857521-6 |
| 28   | 2011年12月19日 | 978-4-08-857523-0 |

## 関連書籍
- 『キン肉マンII世 超人大全』2002年7月24日発売、集英社、ISBN 978-4-08-857396-0

## 小説
- ゆでたまご（原作・イラスト） / 浅野智哉（著） 『キン肉マンII世 〜伝説の序章〜 ヘラクレス・ファクトリー編』 集英社〈集英社スーパーダッシュ文庫〉、2002年2月22日、ISBN 4-08-630072-9
  - 原作初期のヘラクレス・ファクトリー編で、万太郎がアナコンダを倒してから卒業するまでの間の話。修行の日々と、ファクトリーに潜入した悪行超人アラクネとの戦いを描く。
- ゆでたまご（原作） / 小西マサテル（著） 『キン肉マンII世 SP 伝説超人全滅!』 集英社〈ジャンプ・ジェイ・ブックス〉、2002年5月、ISBN 4-08-703115-2
  - 伝説超人たちが次々と惨殺され、生き残りを助けに万太郎ら新世代超人が地球に向かう。ミステリー仕立ての作品。

## テレビアニメ

### スタッフ
- 原作 - ゆでたまご（集英社「スーパー・プレイボーイ・コミックス」刊、『Vジャンプ』連載）
- シリーズディレクター - 小村敏明
- キャラクターデザイン - 佐藤正樹
- 総作画監督 - 袴田裕二
- 美術監督 - 山口昌恭
- 色彩設計 - 沢田豊二
- 音楽 - 渡部チェル
- 製作担当 - 本間修
- プロデューサー - 五島尚武（テレビ東京）、木村京太郎→薄木亨（読売広告社）、清水慎治→鷲尾天（東映アニメーション）
- 製作 - テレビ東京、読売広告社、東映アニメーション

### キン肉マンII世
2002年1月9日から2002年12月25日、全51話。
話の内容は「ヘラクレス・ファクトリー編」から「超人ワールドグランプリ編（原作の超人オリンピック編に相当）」（第1話 - 第44話）の途中とバロン・マクシミリアン率いる悪行超人たちとの死闘を描いたオリジナルエピソード（第45話 - 第51話）まで。「超人ワールドグランプリ編」の続きは2004年放送の第2期に持ち越しになる。テリーマン、ロビンマスク、サンシャインは第一期、二階堂マリは第二期と同じ声優が起用され、それ以外の旧作から続投キャラクターの声優が全て一新された。
時間帯から子供向きに制作されており、流血、人体切断などの残虐シーンや下ネタなどがソフトなものに修正されている（サンシャインやイリューヒンのように体が無機物・機械でできている超人は除く）。代わりにギャグ描写が多く、キッド、セイウチン、ガゼルマン、ジェイド、凛子などの出番も増えた。アニメ版の舞台は西暦2002年となっている。
テレビアニメ放送直前の2001年12月18日、東京・六本木のORIBE HALLで「TVアニメーション キン肉マンII世 製作発表会・完成披露試写会」が開催された。ゆでたまご・原作担当の嶋田隆司、東映アニメーション・企画営業プロデューサーの鷲尾天、監督の小村敏明、声優の小野坂昌也、吉田古奈美が参加の第1話試写会、特別ゲストの蝶野正洋とゆでたまごによる対談が行われた。この様子はDVD Vol.2とVol.3に特典映像として収録されている。
スタッフによると超人ワールドグランプリ決勝戦はボリュームがありすぎて、このまま続けても中途半端な形で放送することになり原作自体に迷惑がかるため、第45話から急遽オリジナル展開になったという。

#### 各話リスト（第1期）
タイトルコールは万太郎役の小野坂昌也が務めた（全シリーズ共通）。
| 話数 | サブタイトル                                     | 脚本         | 演出     | 作画監督                 | 美術監督   | 放送日        |
| ---- | ------------------------------------------------ | ------------ | -------- | ------------------------ | ---------- | ------------- |
| 1    | 新超人伝説! 万太郎登場                           | 川崎ヒロユキ | 小村敏明 | 直井正博                 | 勝又アイ子 | 2002年 1月9日 |
| 2    | 死闘! 金網デスマッチ!                            | 大和屋暁     | 山田徹   | 佐々門信芳               | 行信三     | 1月16日       |
| 3    | 激戦! ヘラクレスファクトリー!                    | 大和屋暁     | 上田芳裕 | 窪秀巳                   | 勝又アイ子 | 1月23日       |
| 4    | 世紀の対決! I世対II世                            | まさきひろ   | 芝田浩樹 | 海老沢幸男               | 吉田智子   | 1月30日       |
| 5    | 悪行超人? ケビンマスク                           | 川崎ヒロユキ | 古賀豪   | 祝浩司                   | 勝又アイ子 | 2月6日        |
| 6    | 恐怖の声! テルテルボーイ                         | 大和屋暁     | 明比正行 | 望月謙                   | 吉田智子   | 2月13日       |
| 7    | 打倒! トラウマボイス!                            | 大和屋暁     | 立仙裕俊 | 直井正博                 | 勝又アイ子 | 2月20日       |
| 8    | 究極変身! MAXマン                                | まさきひろ   | 今沢哲男 | 佐々門信芳               | 吉田智子   | 2月27日       |
| 9    | 決戦! 万太郎対MAXマン                            | まさきひろ   | 小村敏明 | 青嶋克己                 | 勝又アイ子 | 3月6日        |
| 10   | サンシャインの罠!                                | 川崎ヒロユキ | 山田徹   | 海老沢幸男               | 飯島由樹子 | 3月13日       |
| 11   | 魔のジュラシックハンド                           | 大和屋暁     | 上田芳裕 | 祝浩司                   | 勝又アイ子 | 3月20日       |
| 12   | 逆転なるか?! キッド捨て身の攻撃!                 | 大和屋暁     | 芝田浩樹 | 望月謙                   | 飯島由樹子 | 3月27日       |
| 13   | 冷血の騎士 チェックメイト!                       | まさきひろ   | 古賀豪   | 袴田裕二                 | 勝又アイ子 | 4月3日        |
| 14   | 大ピンチ! 万太郎VS悪魔の騎士                     | まさきひろ   | 明比正行 | 直井正博                 | 吉田智子   | 4月10日       |
| 15   | 師弟激突?! サンシャインの涙                      | まさきひろ   | 立仙裕俊 | 海老沢幸男               | 勝又アイ子 | 4月17日       |
| 16   | 万太郎 火事場のクソ力                            | 川崎ヒロユキ | 今沢哲男 | 祝浩司                   | 常盤庄司   | 4月24日       |
| 17   | 凛子を守れ! 強襲THE・リガニー                    | 大和屋暁     | 小村敏明 | 鎌田均                   | 勝又アイ子 | 5月1日        |
| 18   | ジェネレーションEx（エクセレント）の挑戦         | まさきひろ   | 山田徹   | 岡村正弘                 | 吉田智子   | 5月8日        |
| 19   | 禁断の技! ジェイド対ガゼルマン                   | まさきひろ   | 上田芳裕 | 袴田裕二                 | 勝又アイ子 | 5月15日       |
| 20   | クリオネマン 恐怖のレンズ攻撃!                   | 川崎ヒロユキ | 芝田浩樹 | 野武洋行                 | 須和田真   | 5月22日       |
| 21   | デッド・シグナル 悪夢の標識攻撃!                 | 川崎ヒロユキ | 古賀豪   | 直井正博                 | 吉田智子   | 5月29日       |
| 22   | トラフィックサインを打ち破れ!                    | 川崎ヒロユキ | 明比正行 | 佐々門信芳               | 勝又アイ子 | 6月5日        |
| 23   | キッド危うし! 暴君スカーフェイス                 | まさきひろ   | 立仙裕俊 | 窪秀己                   | 須和田真   | 6月12日       |
| 24   | 二人の絆! ブロッケン師匠（レーラァ）とジェイド   | まさきひろ   | 山田徹   | 祝浩司 袴田裕二          | 佐南友理   | 6月19日       |
| 25   | 恐怖の海上デスマッチ!                            | 川崎ヒロユキ | 上田芳裕 | 岡村正弘                 | 勝又アイ子 | 6月26日       |
| 26   | 万太郎 復活の友情パワー!                         | 川崎ヒロユキ | 今沢哲男 | 袴田裕二                 | 吉田智子   | 7月3日        |
| 27   | 激突! ジェイドVSスカーフェイス                   | まさきひろ   | 芝田浩樹 | 野武洋行                 | 勝又アイ子 | 7月10日       |
| 28   | 暴かれたスカーフェイスの正体!                    | まさきひろ   | 古賀豪   | 佐々門信芳               | 吉田智子   | 7月17日       |
| 29   | 決戦開始! 万太郎VSスカーフェイス                 | 川崎ヒロユキ | 明比正行 | 直井正博                 | 勝又アイ子 | 7月24日       |
| 30   | 破られた技! キン肉バスターの終わる日             | 川崎ヒロユキ | 立仙裕俊 | 窪秀己                   | 吉田智子   | 7月31日       |
| 31   | 絶体絶命! スカーフェイス波状攻撃                 | まさきひろ   | 山田徹   | 岡村正弘                 | 勝又アイ子 | 8月7日        |
| 32   | 新必殺技誕生! マッスルミレニアム!                | まさきひろ   | 上田芳裕 | 竹内昭                   | 吉田智子   | 8月14日       |
| 33   | 三本勝負! 火事場のクソ力チャレンジ               | 大和屋暁     | 明比正行 | 木下ゆうき               | 勝又アイ子 | 8月21日       |
| 34   | 打倒 フォーク・ザ・ジャイアント!                 | 大和屋暁     | 今沢哲男 | 飯島秀一                 | 吉田智子   | 8月28日       |
| 35   | 正義超人魂! ハンゾウVSザ・ニンジャ               | まさきひろ   | 芝田浩樹 | 野武洋行                 | 勝又アイ子 | 9月4日        |
| 36   | 必殺技が使えない?! 畳リングデスマッチ            | まさきひろ   | 立仙裕俊 | 佐々門信芳               | 吉田智子   | 9月11日       |
| 37   | 恐怖の妖腕刀! 危うし万太郎マスク!                | まさきひろ   | 古賀豪   | 岡村正弘                 | 勝又アイ子 | 9月18日       |
| 38   | 恐怖の暗殺者（ヒットマン）! ボーン・コールド登場 | 大和屋暁     | 小村敏明 | 祝浩司                   | 吉田智子   | 9月25日       |
| 39   | 最悪の攻撃! シューティングアロー!                | 大和屋暁     | 山田徹   | 竹内昭                   | 勝又アイ子 | 10月2日       |
| 40   | 決着! 火事場のクソ力チャレンジ                   | 大和屋暁     | 上田芳裕 | 木下ゆうき               | 吉田智子   | 10月9日       |
| 41   | 激闘開幕! 超人ワールドグランプリ                 | まさきひろ   | 明比正行 | 飯島秀一                 | 勝又アイ子 | 10月16日      |
| 42   | 日本代表決定! 万太郎VS農村マン                   | まさきひろ   | 芝田浩樹 | 野武洋行                 | 吉田智子   | 10月23日      |
| 43   | 予選突破! ビーチフラッグスでイエイ!              | 大和屋暁     | 中島豊   | 村上直紀                 | 勝又アイ子 | 10月30日      |
| 44   | 相性ばっちり! 二人三脚でゼイゼイ!                | 大和屋暁     | 古賀豪   | 岡村正弘                 | 吉田智子   | 11月6日       |
| 45   | 超人WGP（ワールドグランプリ）中断! 6人の万太郎?! | まさきひろ   | 山田徹   | 鎌田均                   | 勝又アイ子 | 11月13日      |
| 46   | タッグ対決! 樹海リングの死闘!                    | まさきひろ   | 葛西治   | 袴田裕二                 | 吉田智子   | 11月20日      |
| 47   | 笑激! プリプリマンの罠!                          | 川崎ヒロユキ | 上田芳裕 | 飯島秀一                 | 勝又アイ子 | 11月27日      |
| 48   | 絶体絶命! カエルリングの闘い!                    | 川崎ヒロユキ | 小村敏明 | 村上直樹 袴田裕二 窪秀巳 | 吉田智子   | 12月4日       |
| 49   | ケビン登場! 火口リングの激突!                    | 大和屋暁     | 芝田浩樹 | 祝浩司                   | 勝又アイ子 | 12月11日      |
| 50   | バロン・マクシミリアン嵐の猛攻撃!                | 大和屋暁     | 山田徹   | 木下ゆうき               | 行信三     | 12月18日      |
| 51   | 最終決戦（ラストバトル）! キン肉万太郎よ永遠に   | 大和屋暁     | 古賀豪   | 野武洋行                 | 勝又アイ子 | 12月25日      |

#### 主題歌（第1期）
オープニングテーマ
「HUSTLE MUSCLE」（第1話 - 第51話）
作詞 - 里乃塚玲央 / 作曲・編曲 - 渡部チェル / 歌 - 河野陽吾（NECインターチャネル）
エンディングテーマ
「愛のマッスル」（第1話 - 第26話）
作詞・作曲 - 田光マコト / 編曲 - ザ・パーマネンツ / 歌 - ザ・パーマネンツ（NECインターチャネル）
「恋のMy chop!!」（第27話 - 第51話）
作詞 - 松本悠 / 作曲 - 西田昌史 / 編曲 - MIN / 歌 - 横須賀ゆめな（NECインターチャネル）
挿入歌
「カルビ丼音頭」
作詞 - 木村京太郎 / 作曲・編曲 - 岩崎元是 / 歌 - 小野坂昌也（NECインターチャネル）
- 旧アニメの牛丼音頭にあたる万太郎が劇中で歌うテーマソング。飲み会にて他の声優陣が「歌いたい」という意見から替え歌が募集され、17話より番組冒頭で流された。万太郎以外にもミート、キッド、セイウチン、ガゼルマンも歌い、50話作中ではキン肉スグルも歌った。スタッフによるとガゼルマンの音頭の要望が多かったという。
- 一部の歌詞はCDに収録され、作詞は木村京太郎とマッスルキッズと表記されている。

#### 放送局（第1期）
| 放送地域       | 放送局           | 放送期間                                        | 放送日時           | 放送区分       | 備考   |
| -------------- | ---------------- | ----------------------------------------------- | ------------------ | -------------- | ------ |
| 関東広域圏     | テレビ東京       | 2002年1月9日 - 12月25日                         | 水曜 18:00 - 18:30 | テレビ東京系列 |        |
| 北海道         | テレビ北海道     | 2002年1月9日 - 12月25日                         | 水曜 18:00 - 18:30 | テレビ東京系列 |        |
| 愛知県         | テレビ愛知       | 2002年1月9日 - 12月25日                         | 水曜 18:00 - 18:30 | テレビ東京系列 |        |
| 大阪府         | テレビ大阪       | 2002年1月9日 - 12月25日                         | 水曜 18:00 - 18:30 | テレビ東京系列 |        |
| 岡山県・香川県 | テレビせとうち   | 2002年1月9日 - 12月25日                         | 水曜 18:00 - 18:30 | テレビ東京系列 |        |
| 福岡県         | TVQ九州放送      | 2002年1月9日 - 12月25日                         | 水曜 18:00 - 18:30 | テレビ東京系列 |        |
| 広島県         | 広島ホームテレビ | 2002年4月16日 - 2003年4月8日（3か月遅れの放送） | 火曜 16:25 - 16:55 | テレビ朝日系列 | [ 72 ] |

### キン肉マンII世 ULTIMATE MUSCLE
2004年4月8日から2004年7月1日、全13話。時間帯は深夜に変更された。超人ワールドグランプリ編をアメリカ向けに作られた『ULTIMATE MUSCLE』（2003年10月18日から2004年5月22日、全26話の前半部分）を逆輸入する形で放送されたが、内容は超人ワールドグランプリ編の1、2回戦までであり、準決勝以降は第3期までの持ち越しとなった。
なお、アメリカ向けに制作された都合上「刺青に見えるものはすべてNG」という理由からミートの額の「にく」、ラーメンマンの「中」の文字などは消されている。ただし万太郎とスグルの「肉」のマークに関しては、特殊な状況下で浮かぶ紋章と認識されたため、例外的に許された（第3期も同様）。
また、どの国が勝って、どの国が負けたといった印象を付けたくなかったため、出場する超人の出身国は伏せられている。

#### 各話リスト（第2期）
| 話数 | サブタイトル                       | 脚本       | 演出       | 作画監督          | 美術       | 放送日        | 北米放送日      |
| ---- | ---------------------------------- | ---------- | ---------- | ----------------- | ---------- | ------------- | --------------- |
| 1    | 再開! 超人ワールドグランプリ       | まさきひろ | 小村敏明   | 袴田裕二          | 杦浦正一郎 | 2004年 4月8日 | 2003年 10月18日 |
| 2    | 激烈ファイト! 万太郎出陣           | 大和屋暁   | 川田武範   | 糸島雅彦          | 徳重賢     | 4月15日       | 10月25日        |
| 3    | ウォッシュアス 魔境のトイレ流し    | 山田健一   | 萩原露光   | 渡辺章            | 杦浦正一郎 | 4月22日       | 11月1日         |
| 4    | 万太郎反撃! 必殺カルビ丼音頭?!     | 山田健一   | 上田芳裕   | 窪秀巳            | 須和田真   | 4月29日       | 11月8日         |
| 5    | 大ピンチ! ケビンマスクVSチヂミマン | まさきひろ | 広嶋秀樹   | 柳瀬雄之          | 杦浦正一郎 | 5月6日        | 11月15日        |
| 6    | バリアフリーマン 嵐の老人殺法      | 大和屋暁   | 小村敏明   | 野武洋行          | 徳重賢     | 5月13日       | 11月22日        |
| 7    | 老人パワー炸裂! 万太郎絶体絶命!    | 大和屋暁   | 大久保唯男 | 武内あきら        | 杦浦正一郎 | 5月20日       | 11月29日        |
| 8    | 決着! 万太郎VSバリアフリーマン     | まさきひろ | 石平信司   | 大森英敏          | 須和田真   | 5月27日       | 12月6日         |
| 9    | 赤い刺客! イリューヒン登場         | まさきひろ | 立仙裕俊   | 袴田裕二          | 杦浦正一郎 | 6月3日        | 12月13日        |
| 10   | ブロックス クローン攻撃            | 山田健一   | 萩原露光   | 渡辺章            | 徳重賢     | 6月10日       | 2004年 1月31日  |
| 11   | 起死回生! ケビンマスク大反撃       | 山田健一   | 川田武範   | 村上直紀          | 杦浦正一郎 | 6月17日       | 2月7日          |
| 12   | デスマッチ! ジェイドVSヒカルド     | 大和屋暁   | 上田芳裕   | 飯島秀一 袴田裕二 | 須和田真   | 6月24日       | 2月14日         |
| 13   | 最悪の事態! 判定はどっちだ?!       | 大和屋暁   | 小村敏明   | 野武洋行          | 杦浦正一郎 | 7月1日        | 2月21日         |

#### 主題歌（第2期）
オープニングテーマ「believe」
作詞・歌 - The NaB's / 作曲・編曲 - 芳野藤丸（ユニバーサルミュージック）
エンディングテーマ「赤色ダンスホール」
作詞・作曲 - 田中大我 / 編曲・歌 - sui（トライエム）
挿入歌「カルビ丼音頭」
作詞 - 木村京太郎 / 作曲・編曲 - 岩崎元是 / 歌 - 小野坂昌也（NECインターチャネル）
- 第2期では「丼」が牛の絵に変わっている（第3期も同様）。
- 第4話では米男も歌っている。

#### 放送局（第2期）
| 放送地域       | 放送局         | 放送期間               | 放送日時         | 放送区分       | 備考 |
| -------------- | -------------- | ---------------------- | ---------------- | -------------- | ---- |
| 関東広域圏     | テレビ東京     | 2004年4月8日 - 7月1日  | 木曜 1:00 - 1:30 | テレビ東京系列 |      |
| 大阪府         | テレビ大阪     | 2004年4月8日 - 7月1日  | 木曜 1:30 - 2:00 | テレビ東京系列 |      |
| 愛知県         | テレビ愛知     | 2004年4月8日 - 7月1日  | 木曜 1:28 - 1:58 | テレビ東京系列 |      |
| 岡山県・香川県 | テレビせとうち | 2004年4月8日 - 7月1日  | 木曜 1:58 - 2:28 | テレビ東京系列 |      |
| 福岡県         | TVQ九州放送    | 2004年4月12日 - 7月5日 | 月曜 2:45 - 3:15 | テレビ東京系列 |      |
| 北海道         | テレビ北海道   | 2004年4月13日 - 7月6日 | 火曜 1:30 - 2:00 | テレビ東京系列 |      |

### キン肉マンII世 ULTIMATE MUSCLE2
2006年1月5日から2006年3月30日、全13話。上記『ULTIMATE MUSTLE』で放送されなかった「超人ワールドグランプリ編」の残り後半部分（アメリカ向けに作られた『ULTIMATE MUSCLE』〈2003年10月18日から2004年5月22日、全26話の後半部分〉）が放送された。ラストは原作と異なり万太郎がマッスル・G（グラヴィティ）を習得してケビンマスクに勝利している。嶋田は「アメリカはヒールが負けなければならない伝統があり、私の方が万太郎の勝利を希望した」と語っている。

#### 各話リスト（第3期）
| 話数 | サブタイトル                     | 脚本       | （絵コンテ） 演出       | 作画監督          | 美術       | 放送日        | 北米放送日     |
| ---- | -------------------------------- | ---------- | ----------------------- | ----------------- | ---------- | ------------- | -------------- |
| 1    | 遺恨試合! 万太郎VSヒカルド       | まさきひろ | 大久保唯男              | 武内あきら        | 徳重賢     | 2006年 1月5日 | 2004年 2月28日 |
| 2    | 恐怖! 処刑執行Xリング            | まさきひろ | 石平信司                | 大森英敏          | 杦浦正一郎 | 1月12日       | 3月6日         |
| 3    | 二人の絆! 友情パワー発動!        | 山田健一   | 広嶋秀樹                | 柳瀬雄之          | 須和田真   | 1月19日       | 3月13日        |
| 4    | 因縁決着! 決勝進出は誰の手に?!   | 山田健一   | 萩原露光                | 渡辺章            | 杦浦正一郎 | 1月26日       | 3月20日        |
| 5    | 変則リング! ケビンVSイリューヒン | 大和屋暁   | 川田武範                | 袴田裕二          | 徳重賢     | 2月2日        | 3月27日        |
| 6    | 究極!タクティクスNo.ジ・エンド   | 大和屋暁   | 小村敏明                | 袴田裕二 飯島秀一 | 杦浦正一郎 | 2月9日        | 4月3日         |
| 7    | ミート重傷! 謎の新セコンド登場!  | まさきひろ | 大久保唯男              | 武内あきら        | 吉田智子   | 2月16日       | 4月10日        |
| 8    | 決戦前夜 親の思いと子の思い      | まさきひろ | 立仙裕俊                | 野武洋行          | 杦浦正一郎 | 2月23日       | 4月17日        |
| 9    | いざゴング! 名参謀ミートなき迷い | 山田健一   | （石平信司） 上野史博   | 桝井一平          | 徳重賢     | 3月2日        | 4月24日        |
| 10   | 怒涛の攻撃 ケビン圧倒的優勢      | 山田健一   | （石平信司） 三家本泰美 | 渡辺章            | 杦浦正一郎 | 3月9日        | 5月1日         |
| 11   | 火事場のクソ力VS大渦パワー       | まさきひろ | 川田武範                | 袴田裕二 村上直紀 | 徳重賢     | 3月16日       | 5月8日         |
| 12   | 万事休す! マッスルミレニアム撃沈 | 大和屋暁   | 上田芳裕                | 岡村正弘          | 杦浦正一郎 | 3月23日       | 5月15日        |
| 13   | 真の勇者! 超人WGP完全決着        | 大和屋暁   | 小村敏明                | 坂崎忠            | 杦浦正一郎 | 3月30日       | 5月22日        |

#### 主題歌（第3期）
オープニングテーマ「Trust Yourself」
作詞・作曲・歌 - 高取ヒデアキ / 編曲 - 籠島裕昌 / 演奏 - ZETKI（コロムビアミュージックエンタテインメント〈現・日本コロムビア〉）
エンディングテーマ「誓ノ月」
作曲・編曲・歌 - Kagrra / 作詞 - 一志（コロムビアミュージックエンタテインメント）
挿入歌「カルビ丼音頭」
作詞 - 木村京太郎 / 作曲・編曲 - 岩崎元是 / 歌 - 小野坂昌也（NECインターチャネル）

#### 放送局（第3期）
| 放送地域       | 放送局         | 放送期間               | 放送日時         | 放送区分       | 備考 |
| -------------- | -------------- | ---------------------- | ---------------- | -------------- | ---- |
| 関東広域圏     | テレビ東京     | 2006年1月5日 - 3月30日 | 木曜 1:00 - 1:30 | テレビ東京系列 |      |
| 大阪府         | テレビ大阪     | 2006年1月5日 - 3月30日 | 木曜 1:30 - 2:00 | テレビ東京系列 |      |
| 愛知県         | テレビ愛知     | 2006年1月5日 - 3月30日 | 木曜 1:28 - 1:58 | テレビ東京系列 |      |
| 岡山県・香川県 | テレビせとうち | 2006年1月5日 - 3月30日 | 木曜 1:58 - 2:28 | テレビ東京系列 |      |
| 福岡県         | TVQ九州放送    | 2006年1月9日 - 4月3日  | 月曜 2:45 - 3:15 | テレビ東京系列 |      |
| 北海道         | テレビ北海道   | 2006年1月10日 - 4月4日 | 火曜 1:30 - 2:00 | テレビ東京系列 |      |

| テレビ東京系 水曜18:00枠 | テレビ東京系 水曜18:00枠          | テレビ東京系 水曜18:00枠                           |
| 前番組                   | 番組名                            | 次番組                                             |
| ------------------------ | --------------------------------- | -------------------------------------------------- |
| スクライド               | キン肉マンII世 second generations | 出撃!マシンロボレスキュー                          |
| テレビ東京系 木曜1:00枠  |                                   |                                                    |
| マリア様がみてる         | キン肉マンII世 ULTIMATE MUSCLE    | ギャラクシーエンジェル（第4期） 【テレビ大阪制作】 |
| テレビ東京系 木曜1:00枠  |                                   |                                                    |
| 涼風                     | キン肉マンII世 ULTIMATE MUSCLE 2  | いぬかみっ!                                        |

## 劇場アニメ
2作製作されている。

### キン肉マンII世 （第1作）
2001年7月14日公開。2001年夏東映アニメフェアの一本として、『も〜っと! おジャ魔女どれみ カエル石のひみつ』、『デジモンテイマーズ 冒険者たちの戦い』と併映。テレビアニメ放映開始前の物語となったストーリーが中心で描かれる。セイウチン役の松尾銀三は、2001年8月25日に死去したため、劇場版では本作が最後の出演作となっている。テレビアニメ版でキン肉スグル役を演じていた神谷明がサプライズゲストとして出演している。主題歌は角田信朗が担当し、ナレーションにも初挑戦している。
ストーリー
人間と超人が触れ合うフェスタに参加していた万太郎の前に宇宙を渡り歩く「ザ・犀暴愚（サイボーグ）」が現れ、彼に試合を申し込まれる。
スタッフ
- 企画 - 鷲尾天
- 原作 - ゆでたまご
- 監督 - 小村敏明
- 脚本 - 川崎ヒロユキ
- キャラクターデザイン - 佐藤正樹、上野ケン
- 作画監督 - 上野ケン
- 音楽 - 岩﨑元是

テーマソング「MUSCLE BEAT」
作詞・歌 - 角田信朗 / 作曲・編曲 - 岩崎元是

### キン肉マンII世 マッスル人参争奪!超人大戦争 （第2作）
2002年7月20日公開。2002年夏東映アニメフェアの一本として、『激闘!クラッシュギアTURBO カイザバーンの挑戦』、『デジモンフロンティア オニスモン古代デジモン復活!!』と併映。2001年の劇場版でセイウチン役を演じた松尾銀三の死去に伴い、テレビアニメでも同役を演じている山崎たくみが劇場版で声を演じている。また本作では、ケビンマスク、二階堂凛子も劇場版に初登場する。また、劇伴担当は第1作から担当した岩崎元是からアニメ版劇伴担当の渡部チェルに交代となった。千葉ロッテマリーンズとコラボレーションしており、作中にも登場する。2002年7月29日から8月2日にかけて『おはスタ』内で「これだけでわかる! キン肉マンII世」が放送され、『デジモンフロンティア』と同じくミニコーナーと並行して2本放送された。
ストーリー
悪行超人たちが豪華客船を襲い、乗っていたダレナンダ姫に秘宝「マッスル人参」を出せと要求してきた。姫の側近であるアレナンダは万太郎たちに助けを求める。
スタッフ
- 企画 - 鷲尾天
- 原作 - ゆでたまご
- 監督 - 小村敏明
- 脚本 - 川崎ヒロユキ
- キャラクターデザイン - 佐藤正樹、大塚健
- 作画監督 - 大塚健
- 音楽 - 渡部チェル
- 編曲 - 佐橋俊彦

オープニングテーマ「HUSTLE MUSCLE」
エンディングテーマ「恋のMy chop!!」

## ゲーム
ここではキン肉マンII世に関するゲームソフトのみ紹介する。
- キン肉マンII世 ドリームタッグマッチ
  - 2002年3月2日バンダイより発売。ワンダースワン用ソフト。
- キン肉マンII世 新世代超人VS伝説超人
  - 2002年11月22日バンダイより発売。ゲームキューブ用ソフト。
- キン肉マンII世 正義超人への道
  - 2002年12月6日バンプレストより発売。ゲームボーイアドバンス用ソフト。
- キン肉マンII世 超人聖戦史
  - 2003年1月30日バンダイより発売。ワンダースワン用ソフト。

## アミューズメントマシン
- キン肉マンII世 パワームーチョ
  - 2002年3月バンプレストより発売。